# Código Lieber
El Código Lieber del 24 de abril de 1863, También conocido como Instrucciones del Gobierno para los Ejércitos de los Estados Unidos en el campo de batalla, Orden General n.º 100, o Instrucciones Lieber, fueron unas instrucción firmadas por el presidente Abraham Lincoln a las fuerzas de la  Unión durante la guerra civil estadounidense que dictaban la forma en que los soldados debían de comportarse en  tiempos de guerra. Adquiriría después el nombre del jurista, filósofo y político alemán-estadounidense Francis Lieber. Las secciones principales se refieren a la ley marcial, jurisdicción militar, el tratamiento de los  espías y desertores, y de cómo los prisioneros de guerra deben ser tratados.

## Tratamiento ético
El documento insiste en el trato humano y ético de las poblaciones en las zonas ocupadas. Fue la primera ley expresamente codificada que prohibió expresamente la guerra "sin cuartel" al enemigo (por ejemplo, la muerte de los prisioneros de guerra), salvo en los casos en que la supervivencia de la unidad que custodiase a estos presos fuese amenazada. Prohíbe el uso de venenos, indicando que el uso de esto pone a cualquier fuerza que los utiliza fuera por completo de los límites de las naciones y pueblos civilizados; Prohíbe el uso de la tortura para extraer confesiones; Describe los derechos y deberes de los prisioneros de guerra y de la captura de fuerzas. Describe el estado de guerra, el estado de los territorios ocupados, los extremos de la guerra, y analiza los medios permisibles y no permisibles para alcanzar esos fines; Examina la naturaleza de los Estados y de las soberanías, de las insurrecciones, rebeliones y de la guerra. Como tal, está ampliamente considerado como el primer considerando por escrito de la  costumbre del  derecho de la guerra, en vigor entre las naciones civilizadas y los pueblos desde tiempo inmemorial, y el precursor del  Reglamento de La Haya del año 1907, reformulación basada en los tratados de la  costumbre de las  leyes de guerra.

## Medidas severas
Tanto el Código Lieber como el Reglamento de La Haya de 1907, que contenía gran parte de los escritos del Código Lieber en el Tratado de Derecho Internacional, hizo comprender las prácticas que se considerarían ilegales o extremadamente cuestionables en ese día y época. En el caso de la violación de las leyes de guerra por un enemigo, el Código permitía represalias (mediante mosquetes) contra los prisioneros de guerra del enemigo recién capturados; Permitía la ejecución sumaria (por descargas de mosquetes) de espías, saboteadores, francotiradores y fuerzas de la  guerrilla, si fueran sorprendidas en el acto de llevar a cabo sus misiones. (Estas prácticas permitidas se suprimieron más tarde por el  Tercer y Cuarto Convenio de Ginebra del año 1949, a raíz de la Segunda Guerra Mundial, que vio como estas prácticas, en las manos de los estados totalitarios, eran utilizadas como una regla más que como una excepción de las mismas.)
Sin embargo, el código prevé una relación recíproca entre la población y el Ejército. Mientras la población no resistiese a la autoridad militar, debían ser bien tratados. Si los habitantes violaban este acuerdo mediante la adopción de las armas y el apoyo a los movimientos guerrilleros, estarían abiertos a medidas más severas. Entre ellas, la imposición de multas, la confiscación y / o destrucción de sus bienes, el encarcelamiento y / o expulsión de los civiles que ayudaron a la guerrilla, la reubicación de las poblaciones, la toma de rehenes y la posible ejecución de los guerrilleros que no habían cumplido con las leyes de guerra. Autorizaba disparar a la vista de todas las personas sin uniforme que actuasen como soldados y de los que cometían o buscaban cometer sabotajes.

## Guerra filipino-estadounidense
El Código Lieber fue utilizado ampliamente durante la guerra filipino-estadounidense como justificación, y más tarde como defensa, de las acciones llevadas contra la población nativa (ver J. Franklin Bell y Littleton Waller).
Numerosos académicos han cuestionado si los actos de las fuerzas estadounidenses, en particular la práctica de represalias por disparos sumarios contra los prisioneros de guerra filipinos recién capturados, durante la Guerra filipino-americana, fueron, por los estándares de la época, crímenes de guerra. En su lugar, estos investigadores sugieren que muchos de los actos fueron en el ejercicio legal de la Ley  consuetudinaria del  derecho de represalia por crímenes de guerra y las atrocidades cometidas por las fuerzas insurrectas filipinas contra prisioneros de guerra estadounidenses, y que se llevó a cabo para demostrar a las fuerzas insurrectas que el incumplimiento de los derechos de los prisioneros de guerra estadounidenses se traduciría en represalias contra los prisioneros de guerra filipinos. Las acusaciones creíbles, incitando represalias estadounidenses contra las fuerzas filipinas, incluyeron el asado en vida sobre el fuego de prisioneros de guerra estadounidenses, así como el entierro de los prisioneros de guerra estadounidenses vivos hasta su cuello en la tierra, seguido por el uso de insectos (especialmente hormigas de fuego) como medio de ejecución.
Los excesos cometidos por las fuerzas estadounidenses en la realización de las represalias, como la ampliación a los no combatientes, fueron castigados por una corte marcial. Además, un conjunto indiscutible de crímenes de guerra (bajo el Código Lieber y los posteriores Reglamentos de La Haya del año 1907) tuvieron lugar durante la Guerra filipino-americana: la tortura de ciertos insurrectos filipinos, descubiertos por el Comité Comité del Senado de los Estados Unidos en las Filipinas. Un medio particularmente común de tortura por las fuerzas estadounidenses fue la práctica de lo que entonces se conocía como cura de agua, en un caso, "... con el fin de asegurar la información del asesinato del soldado O'Herne de la Primera Compañía, que no sólo había sido asesinado, sino también asado y objeto de otras torturas antes de producirse su muerte.”